# Ian Alsop
Ian Clunies Alsop (* 14. Juni 1943 in Wembley) ist ein ehemaliger britischer Bahnradsportler und späterer mexikanischer Radsporttrainer und Fahrradrahmenbauer.

## Sportliche Laufbahn
Schon als Junior belegte Ian Alsop bei britischen Bahn-Meisterschaften Podiumsplätze. Zwischen 1962 und 1968 errang er insgesamt fünf britische Meistertitel in den Disziplinen Tandemrennen, Punktefahren und Zweier-Mannschaftsfahren sowie mehrfach Plätze unter den ersten Drei. Bei den British Empire and Commonwealth Games 1966 in Kingston siegte er im Scratchrennen über zehn Meilen und belegte im 1000-Meter-Zeitfahren Platz sieben.
Alsop startete auch bei UCI-Bahn-Weltmeisterschaften, im Sprint wie in der Mannschaftsverfolgung, errang jedoch keine Podiumsplätze. 1968 nahm er an den Olympischen Spielen in Mexiko-Stadt teil und startete dort im Sprint und in der Mannschaftsverfolgung, blieb aber ohne Medaille. Ab 1966 versuchte er sich auch als Steher, war aber nicht so erfolgreich wie in anderen Bahndisziplinen. 1967 gewann er im Vorabendprogramm des Sechstagerennens von London das Londoner Amateur-Sechstagerennen mit seinem Partner Tony Gowland.
Nach einem Streit mit dem britischen Radsportverband British Cycling Federation beendete Ian Alsop 1968 seine Radsportlaufbahn und wanderte nach Mexiko aus. Dort war er zunächst als National-Bahntrainer tätig. Er baut Fahrradrahmen für das US-amerikanische Unternehmen Raysport. Alsop fährt für Mexiko weiterhin Rennen in der Masters-Klasse. Bei den Huntsman World Senior Games gewann er 2002 in der Altersklasse 55–59 Gold mit dem Mountainbike.

## Erfolge
1962
- Britischer Amateur-Meister – Tandemrennen (mit Roger Whitfield)

1966
- Commonwealth Games – Scratch (10 Meilen)
- Britischer Amateur-Meister – Zweier-Mannschaftszeitfahren (mit Tony Gowland), Scratch (10 Meilen)

1967
- Britischer Amateur-Meister – Scratch (10 Meilen)

1968
- Britischer Amateur-Meister – Tandemrennen (mit Geoff Cooke)

## Familiäres
Alsop heiratete Jean Dunn, die mehrfache britische Meisterin im Radsport war.